# Iron Marmots Davos-Klosters
Die Iron Marmots Davos-Klosters sind ein Schweizer Unihockeyverein aus den beiden Ortschaften Davos und Klosters. Die erste Mannschaft der Marmots spielt in der Nationalliga B.

## Geschichte
Die Iron Marmots Davos-Klosters entstanden aus der Fusion der beiden ehemaligen NLB-Vereine UHC Davos (gegründet 1986) und dem UHT Klosters (gegründet 1990) am 21. März 1997. Gleich nach der Fusion stieg die Damenabteilung 1998 erstmals in die Nationalliga B auf. Fast 10 Jahre später, schaffte die erste Mannschaft der Herren 2007 das gleiche Kunststück. Zuletzt gewannen die Herren Ende 2016 die Gruppenphase, mussten sich jedoch in den Aufstiegsplayoffs im Halbfinal geschlagen geben.

## Stadion
Die Mannschaften von den Marmots spielen deren Heimspiele entweder in der Turnhalle Arkaden in Davos oder in der Mehrfach-Turnhalle Klosters.